# Yaacov Agam
Yaacov Agam (Rishon LeZion, 11 de maio de 1928) é um artista plástico israelense.

## Carreira
Yaacov Agam foi um dos mais importantes realizadores de obras cinéticas transformáveis, ou seja, aquelas que requerem a movimentação do observador para perceber todas as suas variações. Agam formou-se na Academia de Arte de Jerusalém, embora se saiba que começou a pintar ainda na adolescência, motivado pelas obras de Van Gogh, Rembrandt e Doré. Seu professor, o artista plástico Ardo, aconselhou-o a continuar os estudos na Suíça, junto a Itten, pertencente à Bauhaus.
Além das aulas de arte, Agam também estudou composição musical no conservatório de Zurique, o que iria se refletir intensamente em suas obras posteriores. Definitivamente instalado em Paris, o artista expôs em 1953 suas primeiras pinturas polifônicas de natureza eminentemente cinética. Já na década de 1960 se decidiu por um novo suporte, o alumínio de superfície irregular, que trabalhou em tons muito brilhantes e com um estudado efeito ótico. Também se aventurou pela escultura. Uma de suas obras mais importantes nessa disciplina, As 100 Portas, decora a residência presidencial de Israel.